# Anna Petrovna van Rusland

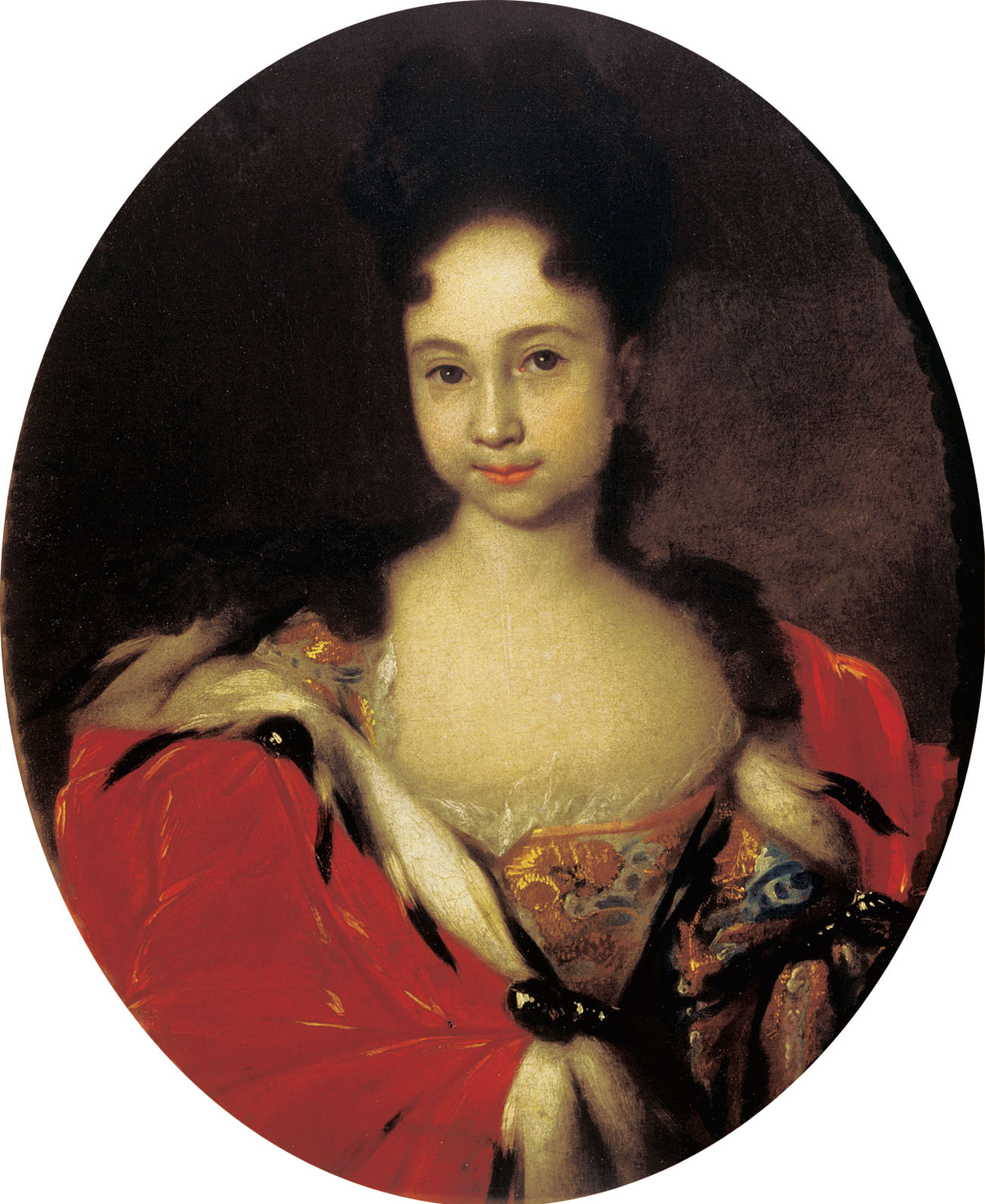
Anna Petrowna (geschilderd door Ivan Nikitisj Nikitin)

Anna Petrovna van Rusland (Russisch: Анна Петровна) (Moskou, 27 januari 1708 - Kiel, 4 maart 1728) was de oudste dochter van tsaar Peter I van Rusland en moeder van tsaar Peter III. Ze was hertogin van Holstein-Gottorp als echtgenote van Karel Frederik van Holstein-Gottorp.
Anna was de oudste dochter van Peter de Grote en Catharina I. Zij huwde met hertog Karl Friedrich von Holstein-Gottorf (1700–1739) op 1 juni 1725, na de dood van haar vader. De feitelijke macht tijdens de regeerperiode (1725-1727) van Catharina I lag in de handen van Aleksandr Mensjikov. Anna en haar echtgenoot waren gedwongen het land te verlaten en vestigden zich in Kiel, de hoofdstad van het hertogdom Holstein-Gottorp. Mensjikov was van plan om zijn dochter Maria uit te huwelijken aan tsaar Peter II. Peter II stierf echter op veertienjarige leeftijd aan de pokken en Mensjikov werd verbannen naar Siberië.
Op 21 februari 1728 werd haar zoon Karl-Peter-Ulrich von Holstein-Gottorp in Kiel geboren. Enkele dagen later stierf Anna op 4 maart 1728 aan de verwikkelingen van de bevalling. Ze was twintig jaar. Tot zijn elfde jaar werd haar zoon aan het hof van zijn vader opgevoed. Toen zijn vader stierf, werd de jongen door zijn tante tsarina Elisabeth Petrovna uitgenodigd naar Sint-Petersburg, waar hij in de orthodoxe kerk op 7 november 1742 officieel tot erfgenaam werd benoemd. In 1762 werd hij kortstondig tsaar als Peter III van Rusland.

## Voorouders
| Anna Petrovna van Rusland             | Anna Petrovna van Rusland                                                    | Anna Petrovna van Rusland                                                    | Anna Petrovna van Rusland                                                  | Anna Petrovna van Rusland                                                  | Anna Petrovna van Rusland                                                  | Anna Petrovna van Rusland                                                  | Anna Petrovna van Rusland                                                  | Anna Petrovna van Rusland                                                  |
| ------------------------------------- | ---------------------------------------------------------------------------- | ---------------------------------------------------------------------------- | -------------------------------------------------------------------------- | -------------------------------------------------------------------------- | -------------------------------------------------------------------------- | -------------------------------------------------------------------------- | -------------------------------------------------------------------------- | -------------------------------------------------------------------------- |
| Overgrootouders                       | Michaël I van Rusland (1596–1645) ∞1626 Jevdoksia Stresjnjova(1608-1645) (–) | Michaël I van Rusland (1596–1645) ∞1626 Jevdoksia Stresjnjova(1608-1645) (–) | Kirill Narisjkin (–) ∞ Anna Leontieva (–)                                  | Kirill Narisjkin (–) ∞ Anna Leontieva (–)                                  | ? (–) ∞ ? (–)                                                              | ? (–) ∞ ? (–)                                                              | ? (–) ∞ ? (–)                                                              | ? (–) ∞ ? (–)                                                              |
| Grootouders                           | Alexis van Rusland (1629–1676) ∞1671 Natalja Narisjkina (1651-1694)          | Alexis van Rusland (1629–1676) ∞1671 Natalja Narisjkina (1651-1694)          | Alexis van Rusland (1629–1676) ∞1671 Natalja Narisjkina (1651-1694)        | Alexis van Rusland (1629–1676) ∞1671 Natalja Narisjkina (1651-1694)        | Samuil Skavronski (–) ∞ Elisabeth Moritz (-)                               | Samuil Skavronski (–) ∞ Elisabeth Moritz (-)                               | Samuil Skavronski (–) ∞ Elisabeth Moritz (-)                               | Samuil Skavronski (–) ∞ Elisabeth Moritz (-)                               |
| Ouders                                | Peter I van Rusland (1672–1725) ∞ 1712 Catharina I van Rusland (1684–1727)   | Peter I van Rusland (1672–1725) ∞ 1712 Catharina I van Rusland (1684–1727)   | Peter I van Rusland (1672–1725) ∞ 1712 Catharina I van Rusland (1684–1727) | Peter I van Rusland (1672–1725) ∞ 1712 Catharina I van Rusland (1684–1727) | Peter I van Rusland (1672–1725) ∞ 1712 Catharina I van Rusland (1684–1727) | Peter I van Rusland (1672–1725) ∞ 1712 Catharina I van Rusland (1684–1727) | Peter I van Rusland (1672–1725) ∞ 1712 Catharina I van Rusland (1684–1727) | Peter I van Rusland (1672–1725) ∞ 1712 Catharina I van Rusland (1684–1727) |
| Anna Petrovna van Rusland (1709–1728) |                                                                              |                                                                              |                                                                            |                                                                            |                                                                            |                                                                            |                                                                            |                                                                            |